# William L. Sebok
William Lawrence Sebok, är en amerikansk astronom.
Han har forskat vid Princeton University, Space Telescope Science Institute och University of Maryland.
Minor Planet Center listar honom som W. Sebok och som upptäckare av 2 asteroider.

## Asteroider upptäckta av William L. Sebok
| 2150 Nyctimene | 13 oktober 1977  |
| 2491 Tvashtri  | 15 februari 1977 |